# Berliner Traufhöhe
Als Berliner Traufhöhe wird eine Traufhöhe von 22 Metern bezeichnet.

## Entstehung
Die Traufhöhe ergab sich im Zuge der Stadterweiterung Berlins im 19. Jahrhundert nach dem Hobrecht-Plan. Ab 1875 wurde eine Straßenmindestbreite von 22 Metern festgesetzt und um zu verhindern, dass bei Bränden umstürzende Fassaden gegenüberliegende Häuser beschädigen, wurde die Traufhöhe auf den gleichen Wert festgesetzt. Nach einer anderen Theorie ergab sie sich aus der Länge der Feuerleitern.
Rund 0,35 Prozent aller 370.000 Berliner Gebäude (Stand Herbst 2019) sind höher als 35 Meter und überragen damit die Traufhöhe um 50 Prozent und mehr.

## Abweichungen
Am 25. Februar 2020 wurde auf Antrag der Senatorin für Stadtentwicklung, Katrin Lompscher, vom Berliner Senat ein Hochhausleitbild beschlossen.
In einem Text der IHK Berlin wird proklamiert, dass „die Berliner Traufhöhe von 22 Metern in der Innenstadt kein Dogma mehr sein“ dürfe.